# Pierre Billon (Regisseur)
Pierre Abel Billon (* 7. Februar 1901 in Saint-Hippolyte-du-Fort, Frankreich; † 31. August 1981 in Paris) war ein französischer Filmregisseur und Drehbuchautor.

## Leben
Billon, der zeitlebens als solider Handwerker ohne künstlerische Ambitionen galt, begann seine Karriere noch zu Stummfilmzeiten Ende der 1920er Jahre als Regieassistent des Kinoveterans Gaston Ravel. Mit Anbruch des Tonfilmzeitalters ging Billon nach Berlin, um dort die französischen Versionen einiger deutscher Filme zu drehen. Sein Debüt gab er im Herbst 1930 an der Seite Robert Wienes als Co-Regisseur der französischsprachigen Fassung („Nuits de Vénise“) von dessen Inszenierung „Der Liebesexpreß“. Anschließend inszenierte Billon vor allem als Co-Regisseur von Carl Lamac die französischen Fassungen von dessen deutschen Originalversionen.
Infolge der Machtergreifung durch Hitler wieder zurück in Paris, setzte Pierre Billion seine Karriere als alleinverantwortlicher Regisseur fort und machte sich einen Namen mit einer Reihe von Literaturadaptionen (u. a. nach Émile Zola, Honoré de Balzac und Colette). Vor allem seine Bearbeitung von Fjodor Dostojewskis ‘Der ewige Gatte’ mit Frankreichs Charakterstar Raimu in dessen letzten Filmrolle sorgte 1946 für einiges Aufsehen. Daraufhin holte Jean Cocteau Billon, damit dieser sein Drehbuch zu der Verfilmung von Victor Hugos Roman ‘Ruy Blas’ umsetze. Das filmische Ergebnis fand jedoch nur sehr begrenzt Anerkennung, und Billon musste sich in seinen verbleibenden Arbeitsjahren mit der Inszenierung rein kommerzieller Filme ohne Höhen und Tiefen begnügen.
1952 war Perre Billon Jurymitglied bei den Filmfestspielen von Cannes.

## Filme
- 1930: Nuits de Vénise (Co-Regie)
- 1931: La chauve souris (Co-Regie)
- 1932: Une nuit au paradis (Co-Regie)
- 1932: Faut-il les marnier ? (Co-Regie)
- 1932: Baby (Co-Regie)
- 1932: Kiki (Co-Regie)
- 1933: La fille du régiment (Co-Regie)
- 1934: La maison dans la dune
- 1935: Deuxième bureau
- 1935: Bourrasque
- 1936: Courrier-Sud (auch Co-Drehbuch)
- 1936: L’argent
- 1936: Au service du tsar
- 1937: La bataille su silence
- 1938: La piste du sud
- 1941: Eifersucht (Le soleil a toujours raison) (auch Co-Drehbuch)
- 1942: Blankoscheck auf Liebe (L’inévitable Monsieur Dubois) (auch Co-Drehbuch)
- 1943: Vautrin (auch Co-Drehbuch)
- 1944: Mademoiselle X (auch Co-Drehbuch)
- 1946: Der ewige Gatte (L’homme au chapeau rond)
- 1947: Ruy Blas, der Geliebte der Königin (Ruy Blas)
- 1948: Ritter seines Königs (Du Guesclin) (nur künstlerische Oberleitung)
- 1949: Agnès de rien
- 1950: Manege frei (Au revoir, Monsieur Grock)
- 1950: Chéri
- 1950: Seine Majestät, der Seehund (Mon phoques et elles) (auch Co-Drehbuch)
- 1952: Le marchand de Vénise (auch Co-Drehbuch)
- 1953: Du mußt mich vergessen (Orage) (nur Co-Regie)
- 1955: Soupçons (auch Co-Drehbuch)
- 1957: Hyänen unter sich (Jusqu’au dernier) (auch Co-Drehbuch)